# Shut Up (Madness)
Shut Up è un singolo del gruppo musicale britannico Madness, pubblicato nel 1981 ed estratto dall'album 7.

## Tracce
- 7"

1. Shut Up (McPherson/Foreman) - 3:23
2. A Town With No Name (Foreman) - 2:52

- 12"

1. Shut Up (full length version) (McPherson/Foreman) - 4:05
2. Never Ask Twice (McPherson/Barson) - 3:03
3. A Town With No Name (Foreman) - 2:52